# Cá vược đen

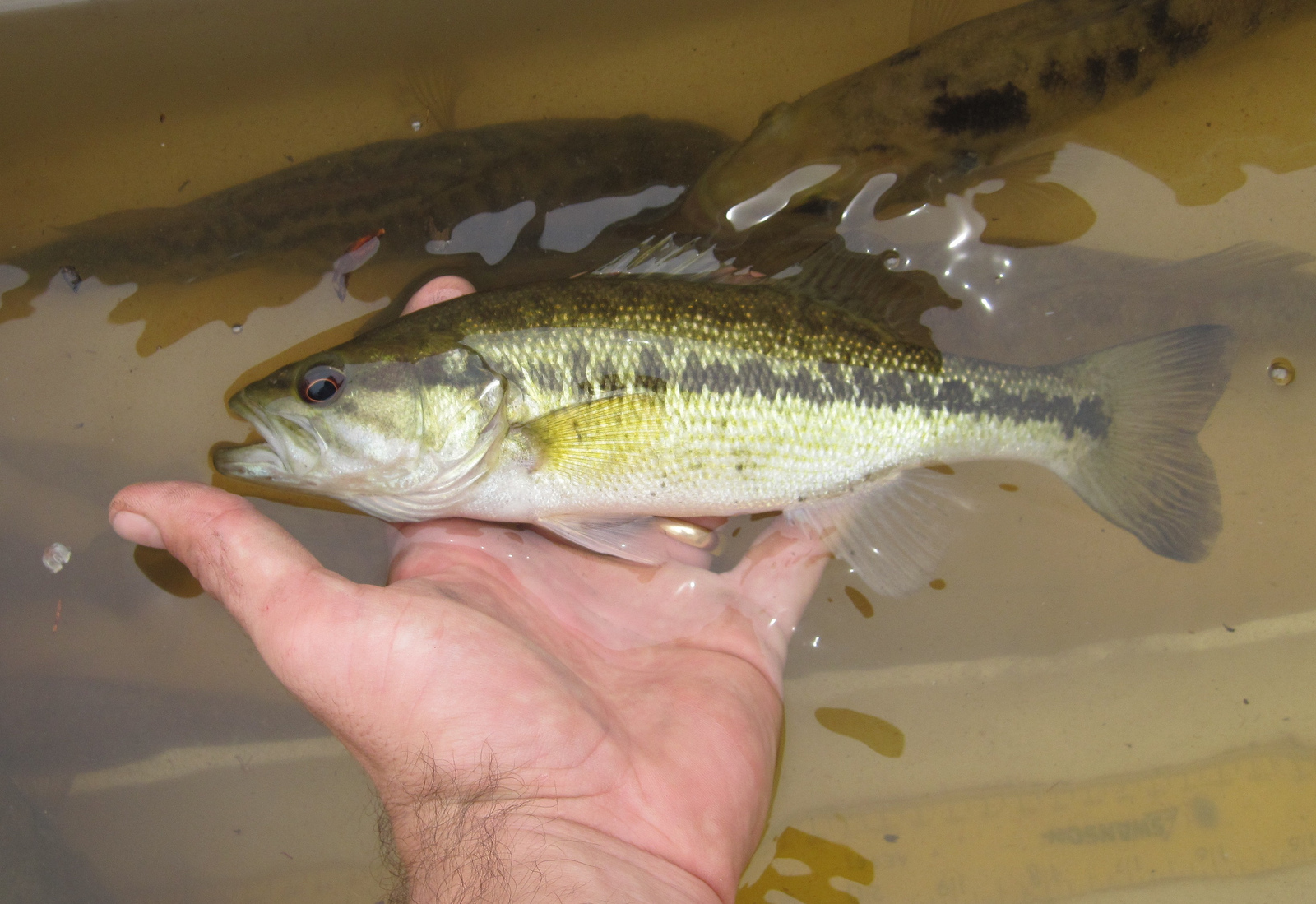
Cá vược Choctaw (Micropterus haiaka).

Micropterus là một chi cá nước ngọt trong họ cá Thái dương thuộc bộ Cá vược. Phân bố của chi cá này trải dài từ Dãy núi Rocky ở Bắc Mỹ, Từ vịnh Hudson ở Canada cho tới Đông Bắc Mexico. Nhiều loài trong đó được du nhập đi nhiều nơi trên thế giới, chẳng hạn như cá vược miệng rộng đã trở thành loài xâm lấn. Ở Nhật Bản, loài này không phải là bản địa nhưng rất đa dạng.
Nhiều loài trong chi này dùng để làm loài câu cá thể thao. Thịt của chúng cũng được cho là ngon và được sử dụng trong các bữa ăn. Tất cả các loài trong chi Micropterus đều đậm màu và về kích thước, chúng dao động từ 40–60 cm (16–24 in) nhưng cũng có cá thể dài đến 1m. Loài này có đặc tính đẻ trứng và có thể ăn chúng.

## Các loài
Hiện nay, chi này ghi nhận các loài sau đây
- Micropterus cahabae W. H. Baker, Blanton & C. E. Johnston, 2013[3]
- Micropterus cataractae J. D. Williams & G. H. Burgess, 1999
- Micropterus chattahoochae W. H. Baker, Blanton & C. E. Johnston, 2013[3]
- Micropterus coosae C. L. Hubbs & R. M. Bailey, 1940
- Micropterus dolomieu Lacépède, 1802
- Micropterus floridanus (Lesueur, 1822)
- Micropterus haiaka Tringali & al., 2013[4]
- Micropterus henshalli C. L. Hubbs & R. M. Bailey, 1940
- Micropterus notius R. M. Bailey & C. L. Hubbs, 1949
- Micropterus punctulatus (Rafinesque, 1819)
- Micropterus salmoides (Lacépède, 1802): Cá vược miệng rộng
- Micropterus tallapoosae W. H. Baker, Blanton & C. E. Johnston, 2013[3]
- Micropterus treculii (Vaillant & Bocourt, 1874)
- Micropterus warriorensis W. H. Baker, Blanton & C. E. Johnston, 2013[3]